# آرثر هنري ووكر
آرثر هنري ووكر (بالإنجليزية: Arthur Henry Walker)‏ (30 يونيو 1833 في المملكة المتحدة - 4 أكتوبر 1878) هو لاعب كريكت بريطاني (وحمل سابقاً جنسية المملكة المتحدة لبريطانيا العظمى وأيرلندا).
تلقى تعليمه في مدرسة هارو التي لعب فيها لعبة الكريكيت.